# Xenia Desni

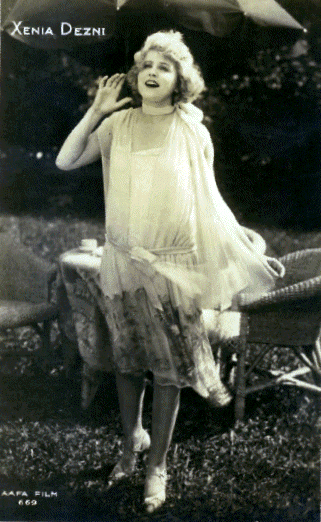
Cartão postal de Xenia Desni

Xenia Desni (Kiev, 19 de janeiro de 1894 – Roquefort-les-Pins, 27 de junho de 1962) foi uma atriz do Império Russo da era do cinema mudo, cuja família fugiu da Revolução Russa.
A família se mudou para Istambul, onde a Desni começou sua carreira de atriz em vaudeville. Mais tarde, ela se mudou para Berlim. Posteriormente ela atuou em filmes dirigidos por John Good.

## Carreira
Desni começou sua carreira de sucesso no início da década de 1920 com o filme Sappho, seguido de uma série de produções bem-sucedidas, como Der Sprung ins Leben, Die Prinzessin Suwarin, Guilherme Tell, Die Andere, Ein Walzertraum, Familie Schimek e Madame wagt einen Seitensprung.
Sua carreira declinou logo após a chegada da era sonora, depois ela atuou em apenas um filme, Kriminalkommissar Eyck.
Ela foi a mãe da atriz Tamara Desni.

## Filmografia selecionada
- 1921: Sappho
- 1922: Bardame
- 1922: Ruf des Schicksals
- 1923: Prinzessin Suwarin
- 1923: Wilhelm Tell
- 1923: Sprung ins Leben
- 1924: Die Andere
- 1924: Decameron Nights
- 1925: Der Turm des Schweigens
- 1925: Ein Walzertraum
- 1925: Die Gefundene Braut
- 1926: Der rosa Diamant
- 1926: Schützenliesel
- 1926: Die Boxerbraut
- 1926: Familie Schimeck - Wiener Herzen
- 1926: Nixchen
- 1926: Der Rosa Diamant
- 1927: Madame macht einen Seitensprung
- 1927: Mädel aus dem Volke
- 1927: Bräutigame der Babette Bomberling
- 1927: Meister der Welt
- 1927: Rheinisches Mädchen beim rheinischen Wein
- 1927: Durchlaucht Radieschen
- 1927: Soldat der Marie
- 1927: Funkzauber
- 1928: Danseuse orchidée
- 1929: Erzherzog Johann

## Galeria

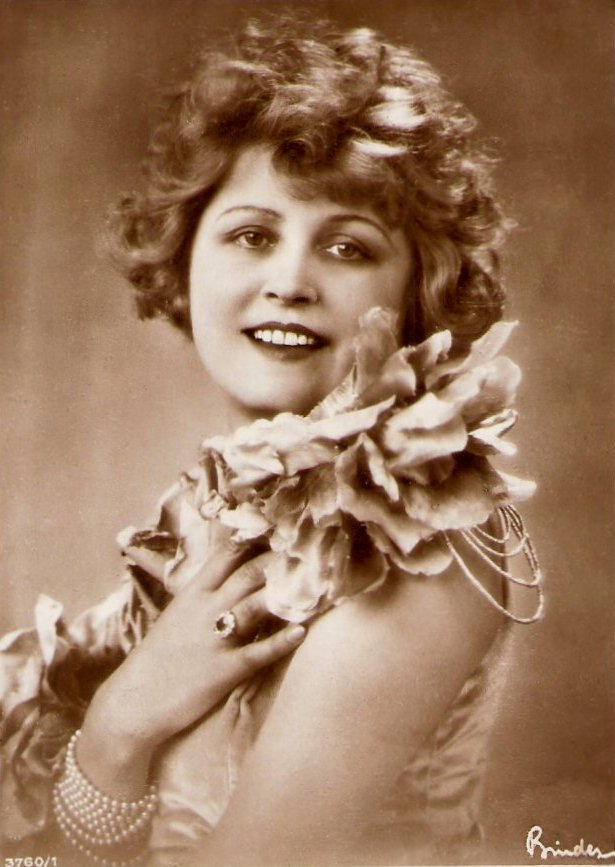
Xenia Desni, fotografia por Alexander Binder (c. 1928)